# Рабеи, Реда
Ре́да Рабеи́ (фр. Réda Rabeï; род. 12 июля 1994, Рубе) — французский футболист, полузащитник клуба «Ботев» (Пловдив).

## Клубная карьера
В сезоне 2014/15 Рабеи забил 34 мяча и стал лучшим бомбардиром клуба «Дуэ Гаян» в чемпионате Франции по мини-футболу. Затем перешёл в большой футбол и поиграл за французские клубы — «Васкеаль» и «Амьен».
Сезон 2019/20 провёл в датском клубе «Фремад Амагер».
В 2021 году перешёл в болгарский клуб «Ботев» (Пловдив).
В начале 2023 года на правах аренды перешёл в клуб РПЛ — воронежский «Факел».

## Карьера в сборной
Рабеи выступал за сборную Франции по мини-футболу в качестве вратаря.

## Личная жизнь
Рабеи родился во Франции и имеет алжирское происхождение.